# Valmet Vihuri
Die Valmet Vihuri (Vihuri = Windstoß) ist ein Fortgeschrittenenschulflugzeug des finnischen Herstellers Valmet, das von der finnischen Luftwaffe von 1953 bis 1959 verwendet wurde.

## Geschichte und Konstruktion
Trotz wirtschaftlicher Probleme begann der Flugzeughersteller Valmet Ende der 1940er-Jahre die Entwicklung eines neuen Flugzeugs, um die alternden VL Pyry zu ersetzen. Chef-Designer des Projekts war Martti Vainio. Die meiste Planung erfolgte durch die Luftfahrt-Ingenieure L. Hämäläinen und T. Mäntysalo in den Jahren 1948–1949. Als Motor wurde der Bristol Mercury VIII gewählt, da es keine anderen Alternativen gab, denn er wurde in Finnland für die Bristol-Blenheim-Bomber in Lizenz produziert. Die Vihuri war als Tiefdecker mit hintereinander befindlichen Sitzen und einziehbarem Spornradfahrwerk ausgelegt. Der Prototyp (VH-1) flog erstmals am 6. Februar 1951 in Tampere. Nach den erfolgreichen Testflügen bestellte die finnische Luftwaffe am 27. Februar 1951 30 Flugzeuge mit der Bezeichnung Valmet Vihuri II. Im Herbst 1954 wurden 20 Maschinen der weiterentwickelten Version Valmet Vihuri III bestellt. Die Flugzeuge der dritten Version wurden der Luftwaffe am 15. Januar 1957 übergeben.
Valmet baute insgesamt 51 Vihuri in drei verschiedenen Serien (I–III) in Kuorevesi und Tampere.

## Militärische Nutzung
- Finnland

## Technische Daten
| Kenngröße             | Daten                                                                             |
| --------------------- | --------------------------------------------------------------------------------- |
| Besatzung             | 2                                                                                 |
| Länge                 | 8,85 m                                                                            |
| Spannweite            | 10,40 m                                                                           |
| Höhe                  | 3,55 m                                                                            |
| Flügelfläche          | 18,86 m²                                                                          |
| Flügelstreckung       | 5,7                                                                               |
| Leermasse             | 2174 kg                                                                           |
| max. Startmasse       | 2704 kg                                                                           |
| Höchstgeschwindigkeit | 444 km/h                                                                          |
| Dienstgipfelhöhe      | 8200 m                                                                            |
| Reichweite            | 665 km                                                                            |
| Triebwerke            | 1 × Sternmotor Bristol Mercury VIII mit 626 kW (851 PS)                           |
| Bewaffnung            | 2 × 7,7-mm-Browning-Maschinengewehre 4 × 25-kg-Übungsbomben unter den Tragflächen |

## Bildergalerie

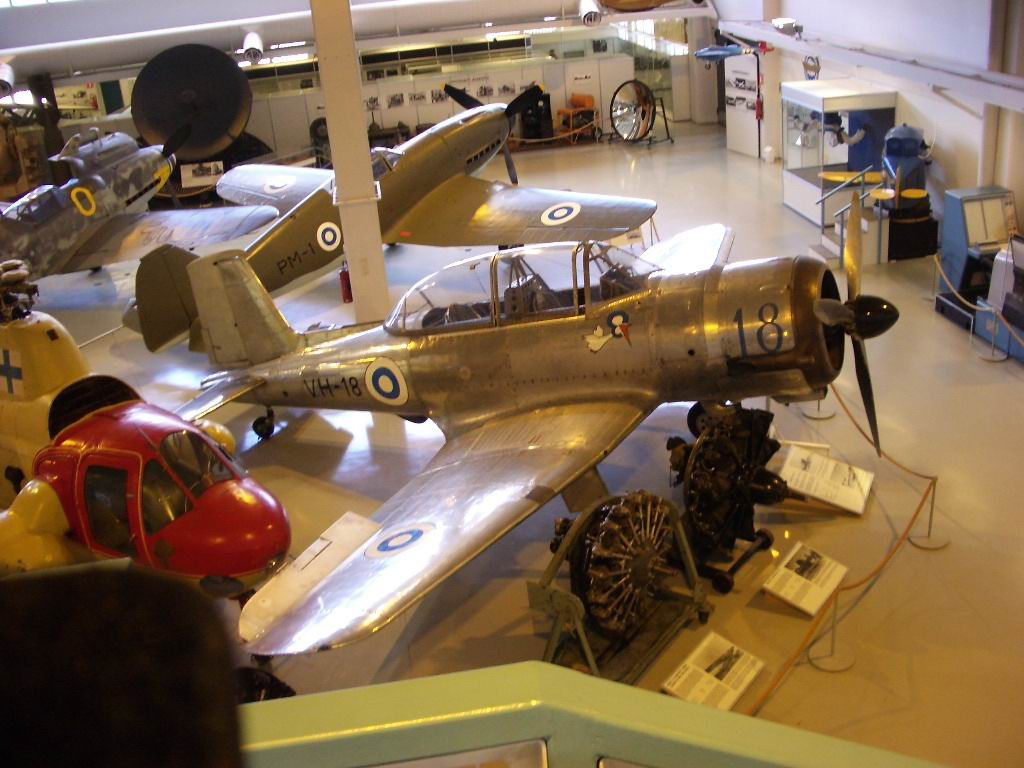
Valmet Vihuri
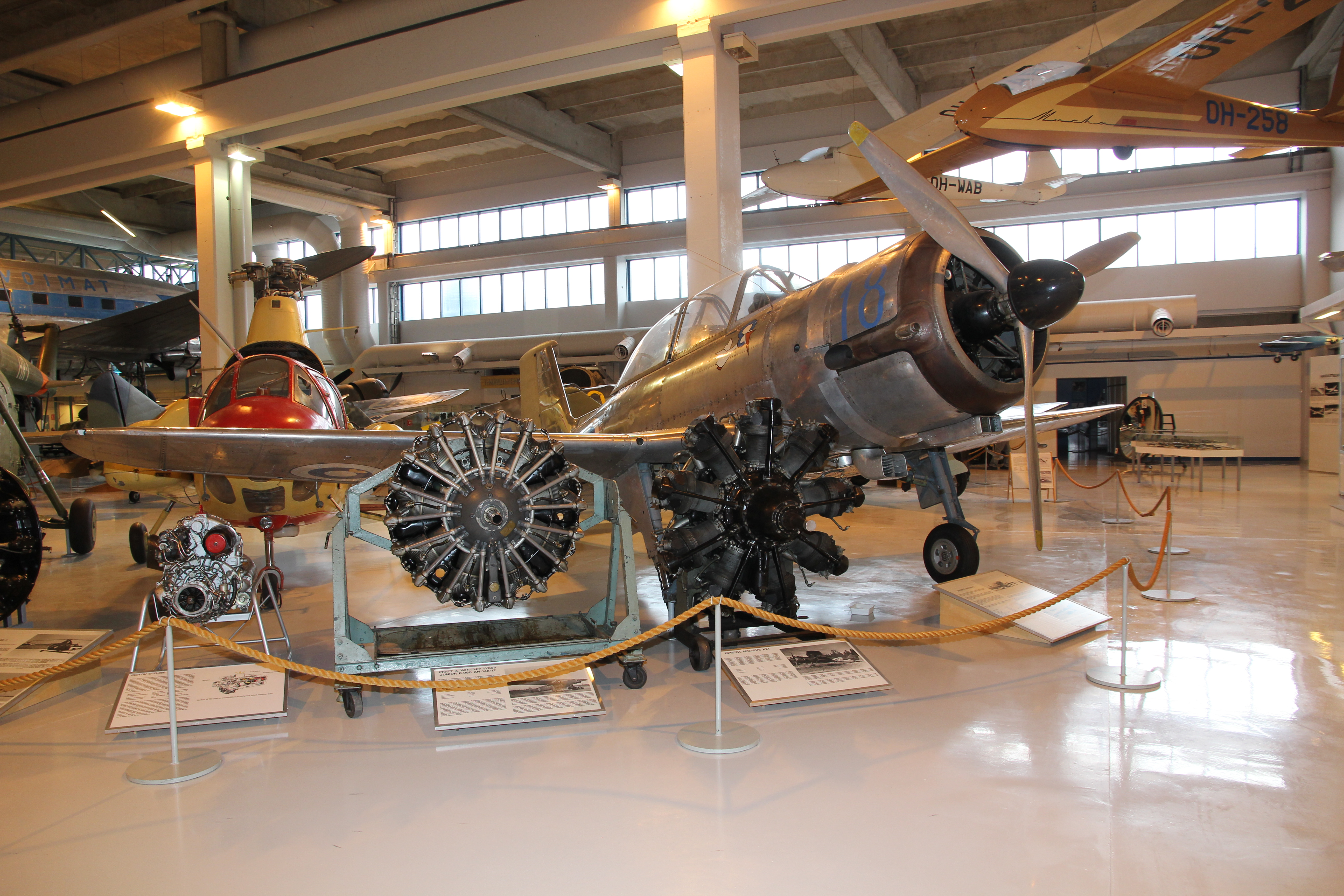
Valmet Vihuri (VH-18)
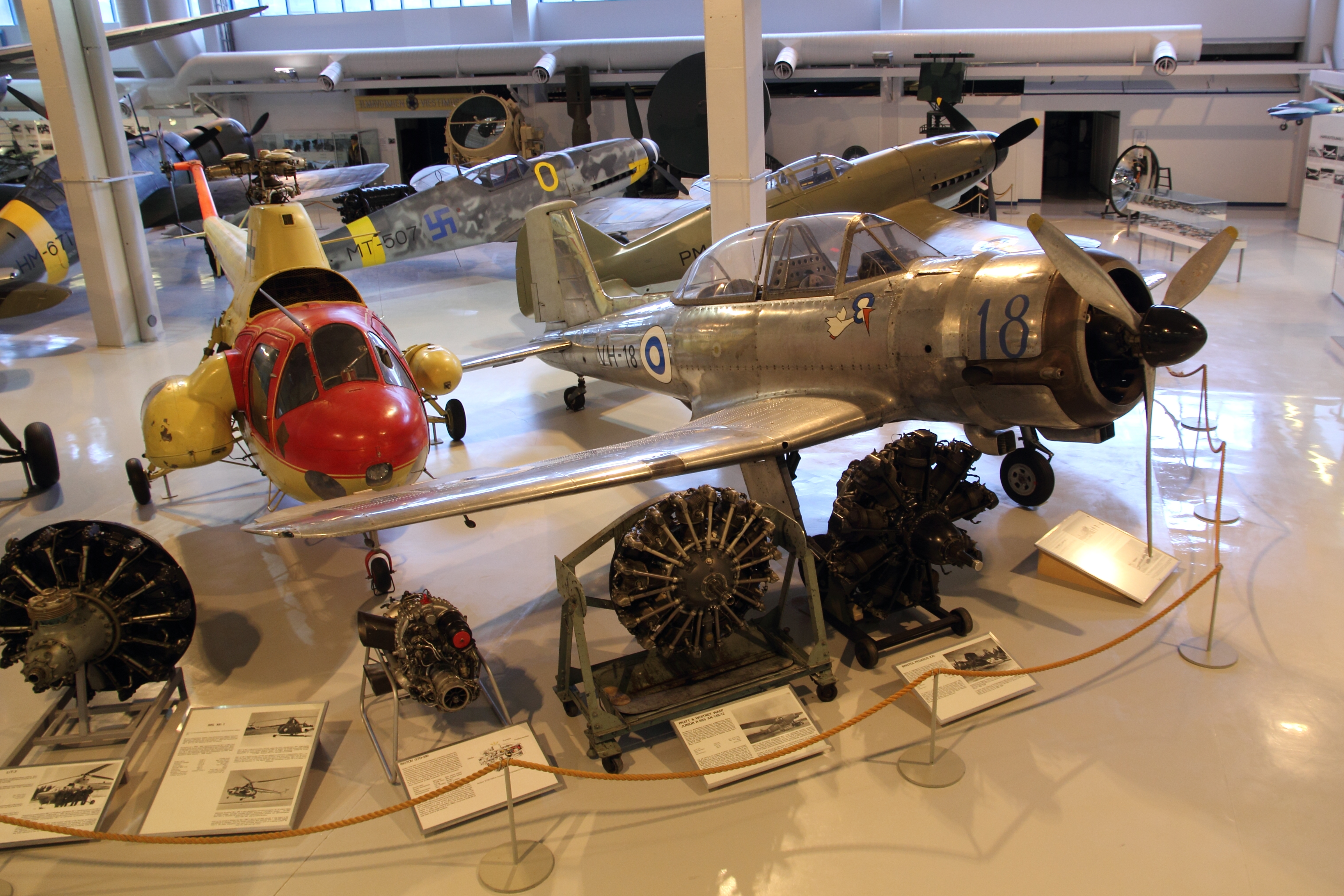
Valmet Vihuri (VH-18)
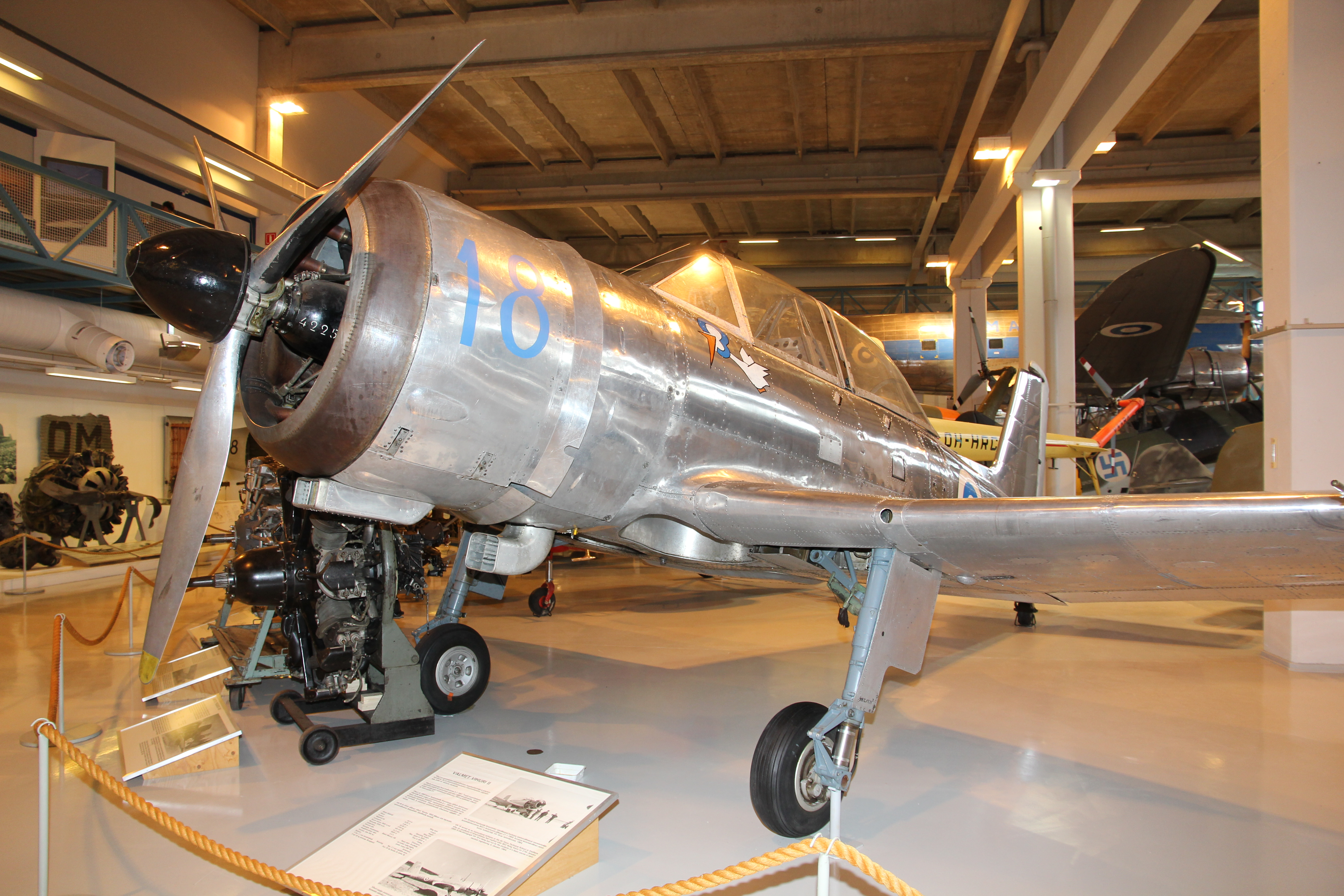
Valmet Vihuri (VH-18)
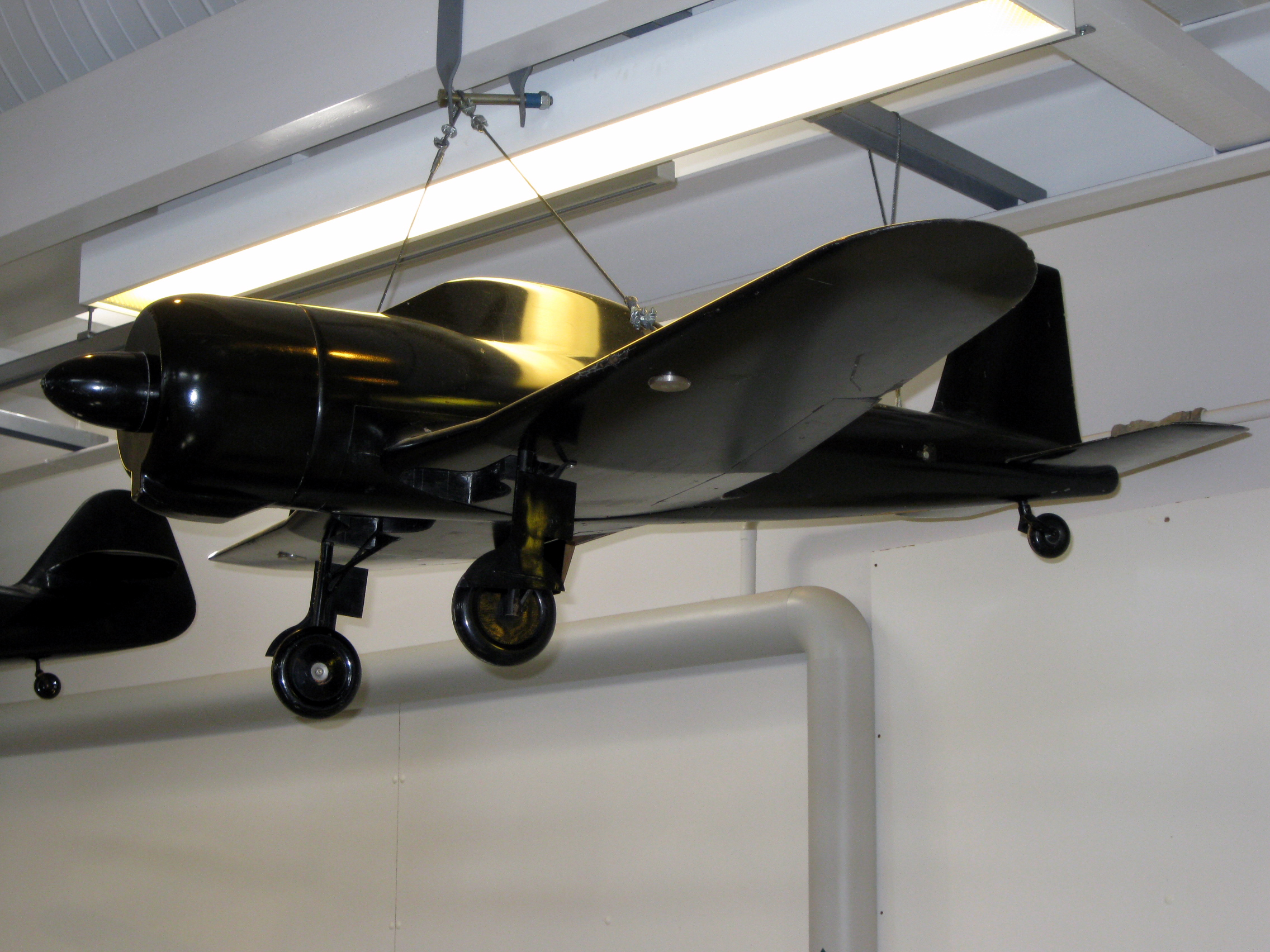
Windkanalmodell
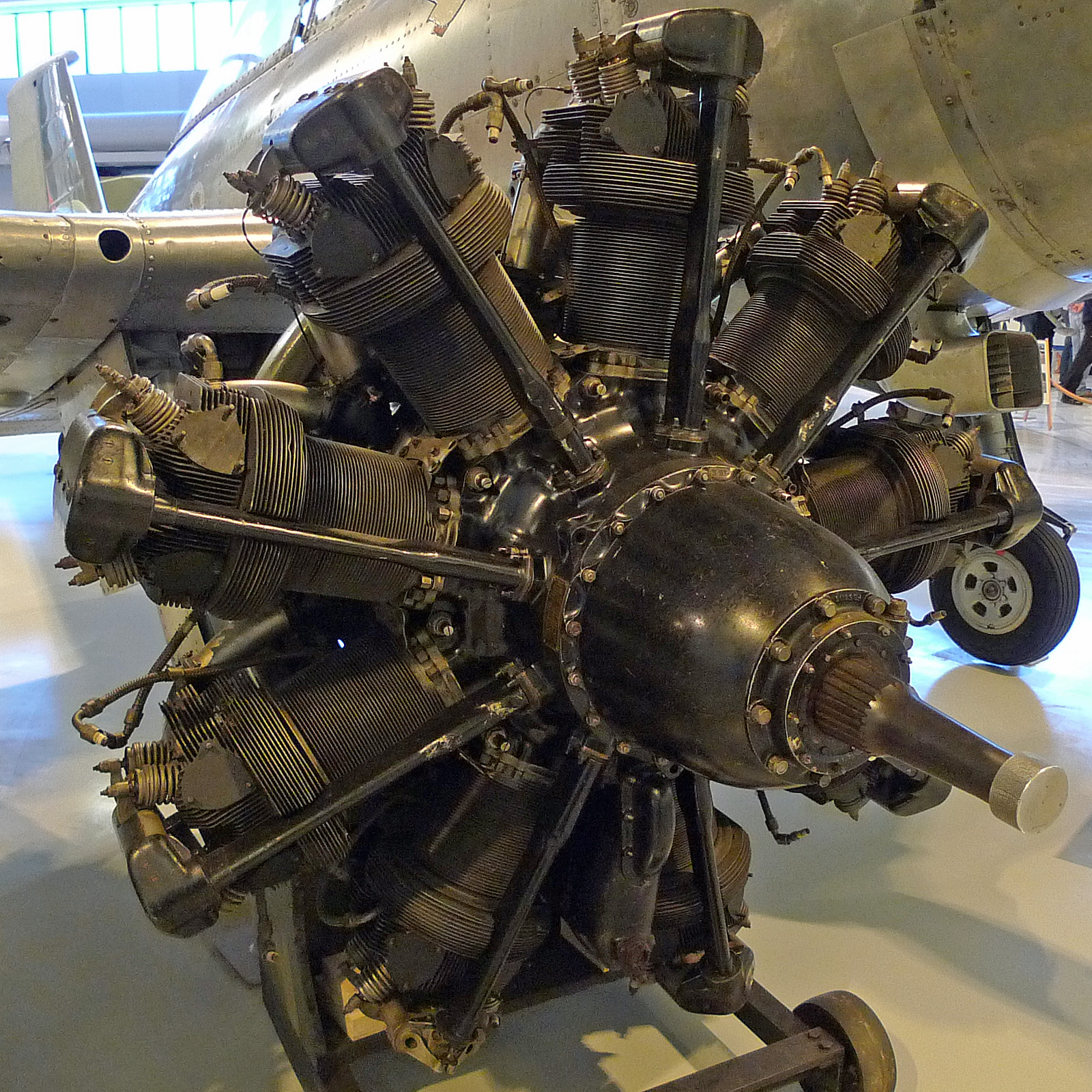
Bristol Pegasus XXI